# 裁判官訴追委員会
裁判官訴追委員会（さいばんかんそついいいんかい）は、日本において、裁判官を弾劾するにあたり、当該裁判官を裁判官弾劾裁判所に訴える（訴追する）ために国会に設置される国家機関である。裁判官を訴追することになることから、刑事訴訟における検察官類似の役割を担っているとされる。訴追委員の数は参議院議員、衆議院議員各10名の計20名、他に予備員が各5名とされる。
また国会に設置される機関ではあるが、国会から独立した機関であり、同訴追委員会の行う「調査権」は、国会の各議院の持つ「国政調査権」とは一線を画す。(裁判官弾劾法11条)

## 根拠法令

### 大日本帝国憲法時代
1890年以降は大日本帝国憲法58条に基づき、判事懲戒法（明治23年法律第68号）が設置され、検察官が大審院及び各控訴院に設けられた各懲戒裁判所に判事懲戒裁判を訴える形式であった。これら懲戒処分の判決文は官報に公開されており、法曹自治であるが、事実上の罷免（弾劾）手続制度と公開制度が存在した。

### 日本国憲法以降
裁判所の事務の取扱方法に対する不服については、裁判所法（昭和22年法律第59号）82条に基づき監督請求が可能である。しかしながら裁判所外にて裁判官に対し処分を求めるには、国会訴追委員会に対する。裁判官訴追請求が必要となる。
この制度は日本国憲法、国会法、衆議院規則及び参議院規則、裁判官弾劾法（昭和22年法律第137号）、裁判官弾劾裁判所規則及び裁判官弾劾法に基づくものであり、裁判官訴追委員会は、衆議院・参議院の国会議員30名程度と予備委員によって構成されている。訴追裁判提起の要する場合には、国会の弾劾裁判所に訴追する。ただし、訴追委員会の議事録は公開されていない。
弾劾裁判については、裁判官弾劾裁判所傍聴規則に基づき傍聴が可能である。判事懲戒法による制度とは異なり、後述のとおり、裁判官訴追委員会が実際に裁判官を訴追することは極めて稀となっており、また裁判官がした誤審判決や訴訟指揮の誤りは訴追の対象外となっている。また、裁判官を退官した者は訴追対象とならないため、裁判官の身分を失った者に対する弾劾手続のあり方は弾劾法の制定時から議論されている。

## 組織

### 委員長
裁判官訴追委員会の委員長は、会務を統理し、訴追委員会を代表し、委員長に事故のあるときは、予め裁判官訴追委員会の定める順序により、他の訴追委員が、臨時に委員長の職務を行う（裁判官弾劾法第6条）。2024年11月4日、衆議院議員の上川陽子が訴追委員会委員長に就任。

### 訴追委員
- 裁判官訴追委員は、独立してその職権を行う（裁判官弾劾法第8条）。
- 裁判官訴追委員の数は、衆議院議員及び参議院議員各10人とし、その予備員の員数は、衆議院議員及び参議院議員各5人とする（裁判官弾劾法第5条第1項）。
- 委員の選挙（裁判官弾劾法第5条第2項から第5項）
  - 衆議院議員たる訴追委員及びその予備員の選挙は、衆議院議員総選挙の後初めて召集される国会の会期の始めにこれを行う。
  - 衆議院議員たる訴追委員又はその予備員が欠けたときは、衆議院においてその補欠選挙を行う。
  - 参議院における訴追委員及びその予備員の選挙は、第22回国会の会期中にこれを行う。[注 1]
  - 参議院議員たる訴追委員又はその予備員が欠けたときは、参議院においてその補欠選挙を行う。
- 委員の任期は、衆議院議員又は参議院議員としての任期による（裁判官弾劾法第5条第6項）。

### 事務局
裁判官訴追委員会には事務局がおかれ、定数や職員の任命については、裁判官訴追委員会の委員長が衆参両議院の議院運営委員会の承認を得てこれを行う（裁判官弾劾法第7条）。
裁判官訴追委員会は極めて小規模な組織であるため、事務局の施設は衆議院の施設に附属して設けられている。現在の所在地は、東京都千代田区永田町2-1-2 衆議院第二議員会館内。
事務局の職員は、裁判官訴追委員会参事と呼ばれる国会職員で、1名が事務局長となる。主に衆議院事務局等からの出向者からなっているが、2006年まで長年、判事の職にある中堅の裁判官が最高裁判所から裁判官訴追委員会参事に出向して裁判官訴追委員会事務局長に就任する人事慣行があり、訴追委員会の性質上、不適切であるとする意見があった。

### 予算
国会職員法（昭和22年法律第85号）、裁判官弾劾法（昭和22年法律第137号）及び裁判官訴追委員会事務局職員定員規程（昭和35年4月1日決定）等により職員が配置されている。1955年には事務職員数は12名であった（非常勤職員を除く）。
2025年度の裁判判官訴追委員会関係歳出予算は1億1,901万円余。前年度から521万円の増額となった（事務局職員の給与に関する経費、訴追事案の審査に要する旅費及びその他の事務費）。

## 手続

### 訴追される裁判官
すべての裁判官は、その良心に従い独立してその職権を行い、この憲法及び法律にのみ拘束される（日本国憲法第76条第3項）。また、裁判官は、裁判により、心身の故障のために職務を執ることができないと決定された場合を除いては、公の弾劾によらなければ罷免されない（日本国憲法第78条）。
これを受けて、裁判官弾劾法第2条の規定により、
1. 職務上の義務に著しく違反し、又は職務を甚だしく怠ったとき
2. その他職務の内外を問わず、裁判官としての威信を著しく失うべき非行があったとき

には、裁判官弾劾裁判所に訴追することができるとされている。ただし、訴追することができる期間（訴追期間）は原則として訴追すべき事由があった時から3年以内とされる（裁判官弾劾法第12条）。

### 訴追の請求
訴追の請求については、何人も、裁判官について弾劾による罷免の事由があると思料するときは、訴追委員会に対し、罷免の訴追をすべきことを書面により求めることができるとされており、その証拠については要しないとされている（裁判官弾劾法第15条第1項、第4項）。
ただし、裁判官訴追委員会の運用として、公務員の罷免権を国民固有のものと定めた憲法15条1項に照らし、請求権者を自然人たる日本国民としている。法人や団体からの訴追請求は認められず、これらの代表者個人名義での訴追請求として扱ってよいか確認が行われている。外国人の請求権も認めていないが、外国人からの申立てがあった場合には、必要があると認める時に職権で立件するという取扱いがなされている。
また、高等裁判所長官はその勤務する裁判所及びその管轄区域内の下級裁判所の裁判官について、地方裁判所の所長はその勤務する裁判所及びその管轄区域内の簡易裁判所の裁判官について、家庭裁判所の所長はその勤務する裁判所の裁判官について、弾劾による罷免の事由があると思料するときは、最高裁判所に対し、その旨を報告しなければならない。最高裁判所は、裁判官について、弾劾による罷免の事由があると思料するときは、裁判官訴追委員会に対し罷免の訴追をすべきことを求めなければならないとされている（裁判官弾劾法第15条第2項、第3項）。
その他、訴追の請求から弾劾裁判に至るまでの具体的な手続については、裁判官弾劾裁判所の項目を参照のこと。

### 招集・議事
- 裁判官訴追委員会は委員長が招集するが、5人以上の訴追委員の要求があるときは、委員長は、訴追委員会を招集しなければならない（裁判官弾劾法第9条）。
- 議事については衆参両議院の委員のうち7人以上が、出席しなければならず、議事は非公開（行政機関情報公開法と行政機関個人情報保護法は適用されないため、議事の内容を知るためには、内部告発か開示請求訴訟が必要）で行われる。また、議事は、出席訴追委員の過半数でこれを決し、可否同数のときは、委員長の決するところによる。但し、罷免の訴追又は罷免の訴追の猶予をするには、出席訴追委員の3分の2以上の多数でこれを決する。（裁判官弾劾法第10条）

### 調査
裁判官訴追委員会は裁判官について、訴追の請求があったとき又は弾劾による罷免の事由があると思料するときは、その事由を調査しなければならない。調査については、訴追委員を派遣することができ、官公署に委嘱することもできる。なお、訴追委員を派遣する場合はその委員の所属する議院の議長の承認を受けなければならない（裁判官弾劾法第11条･第12条）。

#### 不訴追
委員の過半数または委員長の決するところにより訴追しないと議決されることが殆どという状況である。

#### 訴追の猶予
裁判官訴追委員会は、情状により訴追の必要がないと認めるときは、罷免の訴追を猶予することができる（裁判官弾劾法第13条）。過去に訴追が猶予された例は7例ある。
- 吹田黙祷事件に関して1954年11月12日に訴追猶予となった佐々木哲蔵
- 平賀書簡問題に関して1970年10月19日に訴追猶予となった福島重雄

#### 訴追状の提出
裁判官の訴追は、裁判官弾劾裁判所に訴追を受ける裁判官の官職、氏名及び罷免の事由を記載した訴追状を提出することによって行われ、裁判官訴追委員会は、訴追状を弾劾裁判所に提出したことを直ちにその旨を最高裁判所に通知することとなっている（裁判官弾劾法第14条）。

## 制度における問題点

### 訴追件数の少なさ
裁判官訴追委員会の統計によると、1948年に裁判官訴追委員会と裁判官弾劾裁判所が設立されてから2020年までに2万2319件の訴追請求があったにもかかわらず、実際に弾劾裁判が行われた事例はわずか9例のみである（裁判官弾劾裁判所の項目を参照）。特に、2020年までに受理された2万2319件の訴追請求のうち全体の半数以上に相当する50.7%は、冤罪などの不当判決を理由としているが、これを理由に弾劾裁判が行われた事例は１例もない。2020年までに受理された2万2319件の訴追請求のうち、判決の不当性も含めて全体の95.1%は裁判官の職務上の不当行為を理由としているが、裁判官の職務上の不当行為を理由に弾劾裁判が行われた事例は1955年と1981年のわずか2例のみである。
1997年には、当時の裁判官訴追委員会事務局長が「訴追は単なる敗訴の不満や不服を述べたものが大部分で、到底罷免事由にはならないもの」とコメントした。また、裁判官訴追委員会は公式ホームページにおいて、「判決の内容など、裁判官の判断自体についての当否を他の国家機関が調査・判断することは、司法権独立の原則に抵触する恐れがあるので、原則として許されません。したがって、誤判は、通常、罷免の事由になりません。」と表明し、日本において冤罪などの不当判決を下した裁判官を罷免する方法は皆無であることを公式に認めている。
このような裁判所訴追委員会と裁判官弾劾裁判所の制度について、2011年10月20日、民主党衆議院議員の松野頼久は「形骸化している。長期間服役した人の冤罪が分かった時に、（有罪）判決を下した裁判官に何らかのことを考えるべきではないか」と問題提起した。この問題提起については「裁判官に対する圧力だと受け取られても仕方ない発言」とする批判が上がったが、松野本人は「形骸化した制度を検討すべきだという意味で、裁判官の判断を萎縮させるつもりはない」と説明した。

### 報告の不足
訴追委員会がした訴追の一部については、裁判官弾劾裁判所が発行する「弾劾裁判所報」に報告されているが、同報告書は、2011年を最後に発行されていないままの状態であり、その結果、同委員会がした業務に関する報告は、わずかに処理件数のみとなっている。2025年現在、弾劾裁判所法が発行される予定は存在しない。